# Василије Велики
Свети Василије Велики (грч. Ἅγιος Βασίλειος ὁ Μέγας; Цезареја, 330 — Цезареја, 1. јануар 379), познат као Василије из Цезареје, био је утицајни теолог и епископ Цезареје (Кесарије) у Кападокији (Мала Азија). Сматра се оснивачем општежитељне монашке традиције у источном хришћанству.
Убрзо након смрти проглашен је за светитеља: православна црква га слави 14. јануара, а римокатоличка 2. јануара. Василије Велики, његов брат Григорије Ниски и пријатељ Григорије Богослов се називају кападокијским црквеним оцима. Њихова мајка се слави као Света Емилија.

## Живот
Рођен је око 330. године, у угледној породици у Цезареји, главном граду Кападокије, од оца Василија, и мајке Емилије. Његова породица је имала хришћанску традицију - један деда му је био мученик из доба прогона, а ујак му је био епископ. Као млад напустио је родни град отишавши да се школује у Атини у периоду између 351. и 356. године, где је учио филозофију, граматику, реторику, астрологију, физику и остале науке тога времена, код чувеног учитеља Евула. Поред њега је имао и друге учитеље: Химерија и Проересија. Школски другови су му били Григорије Богослов, Јулијан, касније цар отпадник и Ливаније софист.

Вративши се кући око 356. године, започео је каријеру правника и ретора. Али година дана касније, сусрет са великим аскетом и епископом Јевстатијем Севастејским му је из корена променио живот. Василије ускоро напушта његово правничку професију да би посветио свој живот Богу. Овако он описује своје духовно буђење:
| „ | Траћио сам много времена на глупости и провео сам скоро целу своју младост у бесплодном раду, и привржен учењима мудрости која је за Бога лудост. Изненада, пробудио сам се из дубоког сна. Увидео сам предивно светло јеванђеоске истине и препознао ништавност мудрости владара овог света. | ” |

Након примања крштења, године 357. обилази је манастире у Палестини, Египту, Сирији и Месопотамији, учећи се подвижништву и монаштву. У Египту је код архимандрита Порфирија провео годину дана у аскетизму, хранећи се само поврћем и воћем. Након тога је отишао на ходочашће у Јерусалим. Убрзо је и сам постао аскета, окупљајући око себе групу монаха укључујући и његовог брата Петра, на породичном имању близу градића Анесија на црноморској обали.
Василија је узнемирило опште прихватање аријанског симбола вере на сабору у Риминију који је био одржан 359. године, а посебно то да је његов властити архиепископ, Дијаније из Цезареје, подржао аријанство. Он се враћа у град, где га је епископ Цезареје Ермоген око 364. године рукоположио за свештеника. У граду Цезареји гради добротворне установе за општу помоћ: азиле, болнице и народне кухиње, познате под именом „Василијаде“. Након смрти Ермогена за архиепископа би постављен Јевсевије, ненаклоњен Василију. Василије се због тога поново повлачи у Анеси, где привуче и Григорија Назијанзина. Ту заједнички сабраше мноштво монаха и написаше уставе монашког живота. У таквом их животу помагаше и света Емилија, мајка Василијева, која је недалеко од њих живела и старала се о њиховој храни.
Међутим, епископ Јевсевије се обрати Василију писмом помирења, да се врати и помогне цркви против аријанаца. После смрти епископа Јевсевија (370. год.) изабран је за епископа Цезареје и ту службу је вршио наредних десет година, до своје смрти 14. јануара 379. године. У то време је цар био Валенс (364—378), присталица аријанства, са којим је Василије имао проблема због свог заступања Никејског симбола вере. Када је Валенс 371. прошао кроз Цезареју, Василије се драматично одупро царевом захтеву да му се покори. Василије је умро убрзо након што је Валенсова погибија у бици код Хадријанопоља отворила пут победи Василијеве теологије. Његова смрт била је нашироко оплакивана, а он сам убрзо је проглашен за свеца.

## Центар „Свети Василије Велики” у Маршићу крај Крагујевца
У селу постоји црква посвећена Светом Василију Великом и парохијски дом у коме своје слободно време проводе деца ометена у развоју. Бригу о овој деци води парох маршићански, протојереј Бојан Димитријевић рођен 1975. године.
У Маршићу има 600 домова, а црква, која је почела да се зида још 1991. године, коначно је подигнута 2008. године. Парохијски дом је завршен 2010. године, а 2017. године је, после низа перипетија, почео с радом Центар „Свети Василије Велики”, једна од ретких црквених установа у Србији која брине о деци с посебним потребама.
Центар је отворен с благословом епископа шумадијског Јована, а због коришћења имена свеца у називу било је потребно и одобрење Синода Српске православне цркве.
На идеју да покрене овакав центар дошао је Бојан 2007. године, када је у Украјини, током једне екскурзије, посетио манастир у Банченску. Тај манастир је и дом деце без родитеља, деце заражене ХИВ-ом и ометене у развоју. Има их на стотине. Био је под таквим утиском да ништа друго тада није могао ни да види ни да појми а за пароха маршићанског постављен је 2005. године.
Црква и парохијски дом у Маршићу подигнути су на пустој парцели, зараслој у купине, коприву и бурјан, а својеврсна битка за Центар „Свети Василије Велики” креће 2015. године, када Бојан Димитријевић почиње да решава административне заврзламе.
Мислио је и надао се да ће град помоћи али није било неке вајде. И уопште, српске институције су споре, тешко је покренути тај механизам, углавном се све своди на самоиницијативу и спремност појединца на жртву. Медији и новинари су много помогли, информишући јавност о активностима центра. Центар „Свети Василије Велики” званично је почео с радом 29. марта 2017. године, а прве штићенике је примио већ следећег месеца.
Парохијски дом у Маршићу има 360 квадрата. Деца ометена у развоју могу ту да бораве сваког радног дана од четири по подне до осам увече, а од петка увече до понедељка изјутра могу и да преспавају. Децу доводе родитељи или долазе комбијем који припада Центру „Свети Василије Велики”. С њима раде педагози, дефектолози, медицинске сестре, а план рада и ритам дневних активности осмислила је директорка крагујевачке школе „Вукашин Марковић” која има укупно 120 ученика, дефектолог Татјана Симић.
У Србији постоји 48 школа за децу ометену у развоју. Највише их је у Београду, али мањим местима, попут Аранђеловца, недостају такве установе. У центру имају предшколско, основно, средње, као и образовање одраслих, за узраст од седам до 25 година, а већ три деценије пружају и услуге дневног боравка. Зато је свештенику Бојану Татјана предложила да ђаци долазе код њега после пола пет по подне до када могу да буду у центру. Услуге Центра „Свети Василије Велики” користи од 20 до 25 ђака од 120. Тај простор је с тимом сарадника Татјана осмислила као пријатан амбијент у којем деца могу да проводе слободно време, да се забаве уз друштвене игре или да погледају неки филм. Родитељске муке почињу тек пошто њихова деца напуне 25 година, када више не могу да похађају „специјалне” школе.
Услуге црквеног центра у Маршићу повремено користи и двадесеттрогодишњи син Данијеле Нешовић, која у Крагујевцу руководи радом Удружења за бригу о особама с аутизмом. Имају добру сарадњу са свештеником Бојаном и заједно су реализовали неколико пројеката. У Центар „Свети Василије Велики” њено дете иде једном недељно а друга деца долазе чешће. Много то значи родитељима. 
Центар „Свети Василије Велики” сарађује с бројним школама и организацијама, па и са Уједињеним нацијама, које су кроз пројекте помогле ову установу. Епархија шумадијска издваја 2.500 евра годишње, а свештеник Бојан је од мештана Маршића недавно купио око 50 ари земљишта уз парохијски дом. Ту је планирао изградњу другог објекта и проширење капацитета за смештај деце ометене у развоју.
Сада има места за дванаесторо деце, с тим да седморо могу сами да довезу комбијем центра, а у новом објекту, који ће имати 400 квадрата, биће још двадесет места, пола у дневном боравку, пола у целодневном, где ће моћи и да преспавају. Градска администрација треба да изађе у сусрет и обезбеди потребну документацију како на крају не би дошли у „фали ти један папир” ситуацију. Новац за куповину земљишта сакупила је српска дијаспора у Америци, супружници Марина и Лука Николић из Чикага, те Мира и Предраг Стојановић из Милвокија.
У новом објекту, када буде готов, вероватно ће боравити и син Борише Јоцића, који сада има 14 година и иде у школу „Вукашин Марковић”. Дечак се родио здрав, али је у четвртој години, грешком лекара, добио запаљење мозга које је оставило трајне последице.
Чуо је председника Србије Александра Вучића како каже да је у државној каси остало 50 милијарди динара јер министри нису имали спремне пројекте. Предлаже да се део тог новца искористи за градњу новог објекта школе „Вукашин Марковић” у коме би се организовао целодневни боравак деце ометене у развоју с подручја Шумадије. Садашњи издвојени објекат почео је да тоне и проглашен је небезбедним.
Црквени центар у Маршићу је установа у којој се можда боље него на неким другим местима, званично предвиђеним, спроводи национални програм инклузивног образовања.
О инклузији се много прича, а мало се на томе ради у Србији. Инклузију треба спроводити у пракси, а СПЦ мора да ослушкује и реагује на актуелне друштвене појаве. Деца која долазе у центар су прави анђели над којима бди светац. Зато Бојан Димитријевић верује да за пет година рада није било ниједног инцидента. Разумети и прихватити другачијег од себе је задатак који је преузео на себе у оквиру Центра „Свети Василије Велики”.
Протојереј који као духовник Универзитетског клиничког центра у Крагујевцу већ две године улази у црвене ковид зоне и причешћује пацијенте заражене вирусом корона сматра да су Божија љубав и просвећеност највише потребни верујућем светосавском српском народу.

## Дела
- „Велика и мала монашка правила“, којима поставља темељ за уређење већих монашких заједница
- „Упутство младићима о употреби хеленске литературе“, где објашњава како треба прихватати грчку филозофију.
- „Три књиге против Евномија“, у којима се супротставља Евномијевом учењу да је могуће спознати Божју суштину, тврдећи да је Бог несазнатљив због трансцендентности своје суштине.
- „Шестоднев“, девет проповеди у којима тумачи библијски текст о стварању.

- Сачувано је и више од 300 његових писама.